# Konfetti

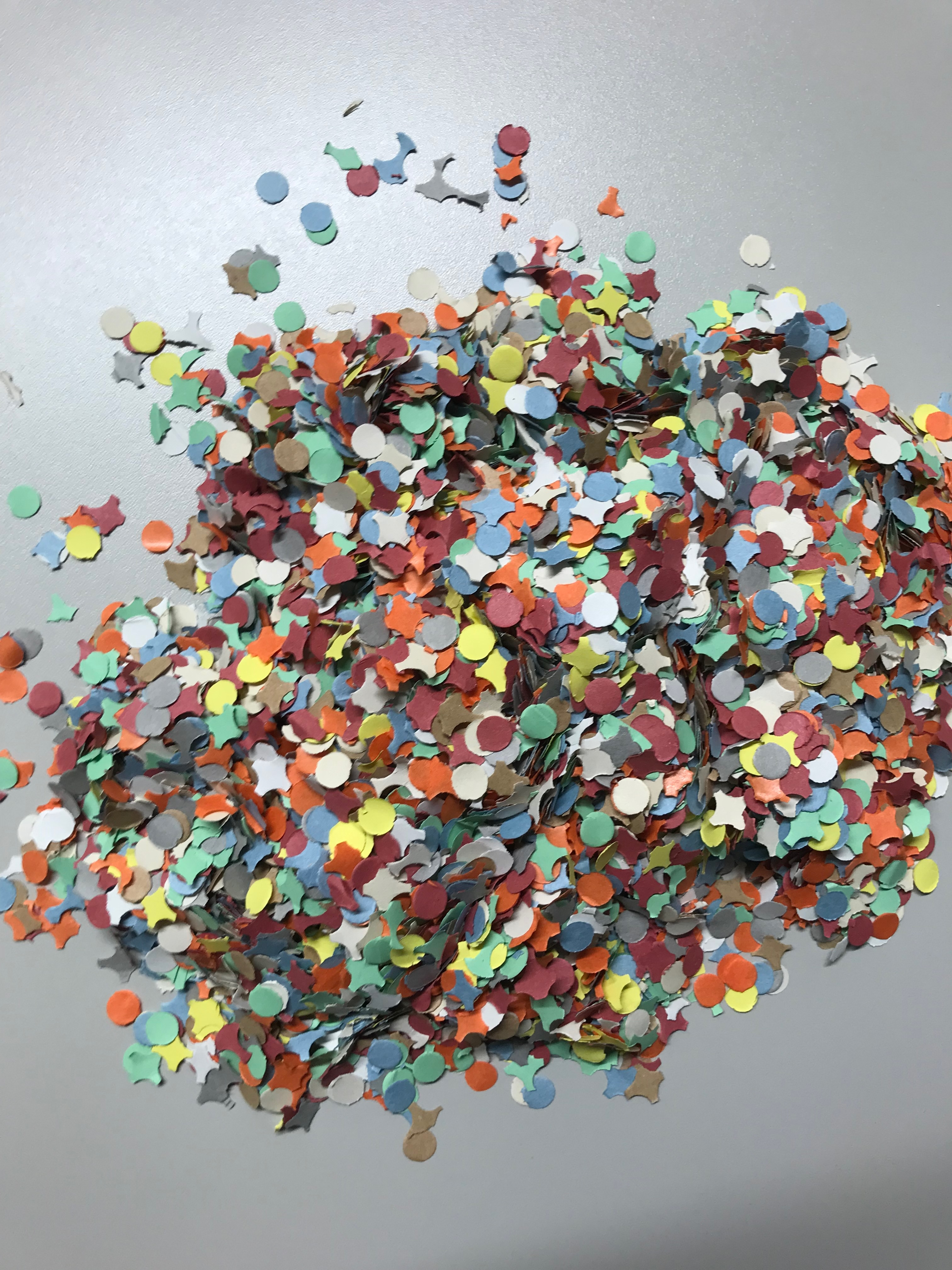
Konfetti aus Papier

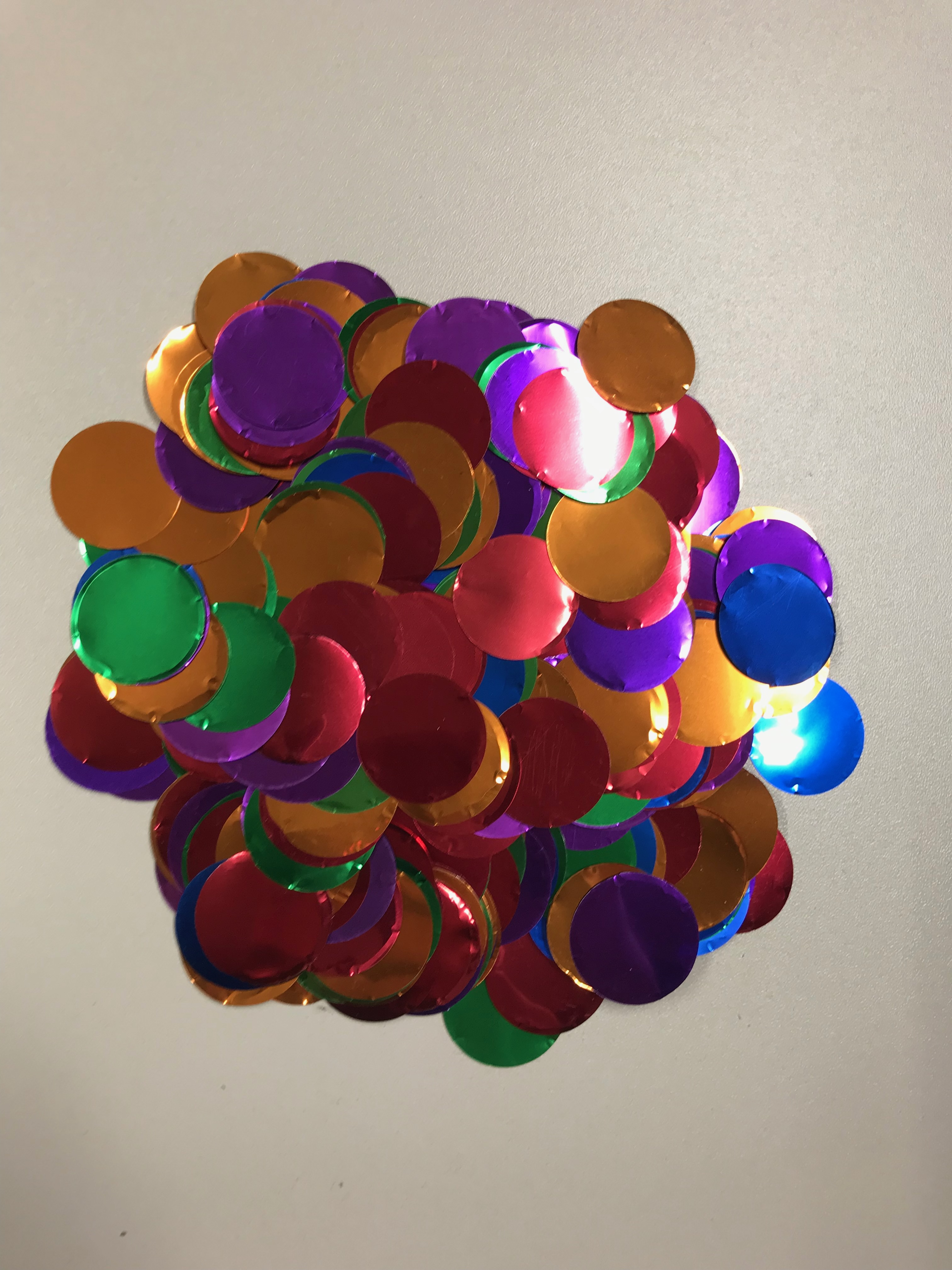
Glanz-Konfetti

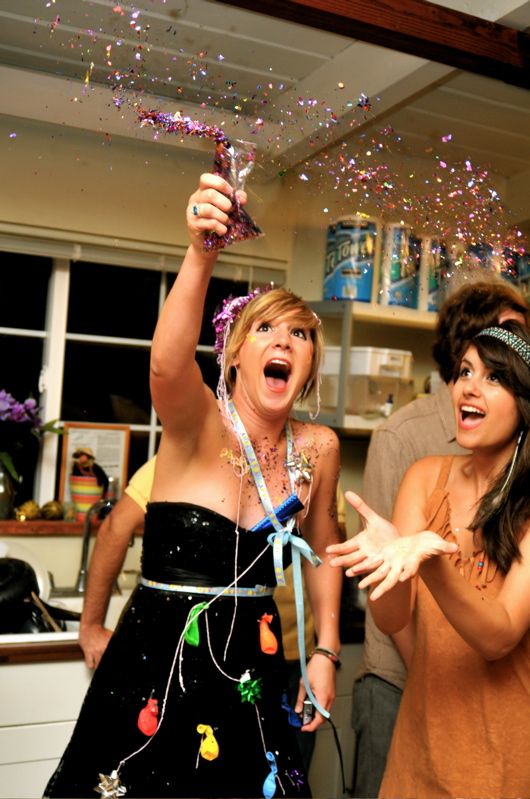
Eine Frau wirft mit Konfetti

Konfetti (in Basel auch Räppli, im St. Galler Rheintal auch Punscherli, in Österreich veraltet auch Koriandoli, von ital. coriandoli) sind kleine, bunte Schnipsel aus Papier oder anderen Materialien, die vor allem bei Fastnachtsumzügen, aber auch bei anderen Feierlichkeiten – wie Kindergeburtstagen oder Hochzeiten – in die Luft oder auf Personen geworfen werden. Bisweilen kommt dazu auch eine Konfettikanone zum Einsatz.

## Etymologie
Das seit dem 18. Jahrhundert bezeugte Wort Konfetti ist dem italienischen confetti (Plural von confetto) entlehnt. Es bezeichnete Zurechtgemachtes, Zubereitetes, Zuckerzeug in der Bedeutung von Konfekt, heute Süßigkeiten in Form von Dragees. Beide Wörter gehen auf das lateinische Substantiv confectum zurück, das vom Partizip Perfekt con-ficere im Sinne von fertig machen, zubereiten abgeleitet ist.
Ursprünglich bezeichnete Konfetti also Süßigkeiten, mit denen sich maskierte Karnevalsteilnehmer bewarfen, nämlich überzuckerte Mandeln, Nüsse und auch Nachahmungen von Speiseeis. Folglich verbinden viele Menschen mit dem Begriff Konfetti die Ereignisse Karneval, Feste und Siegerehrungen.

## Herstellung

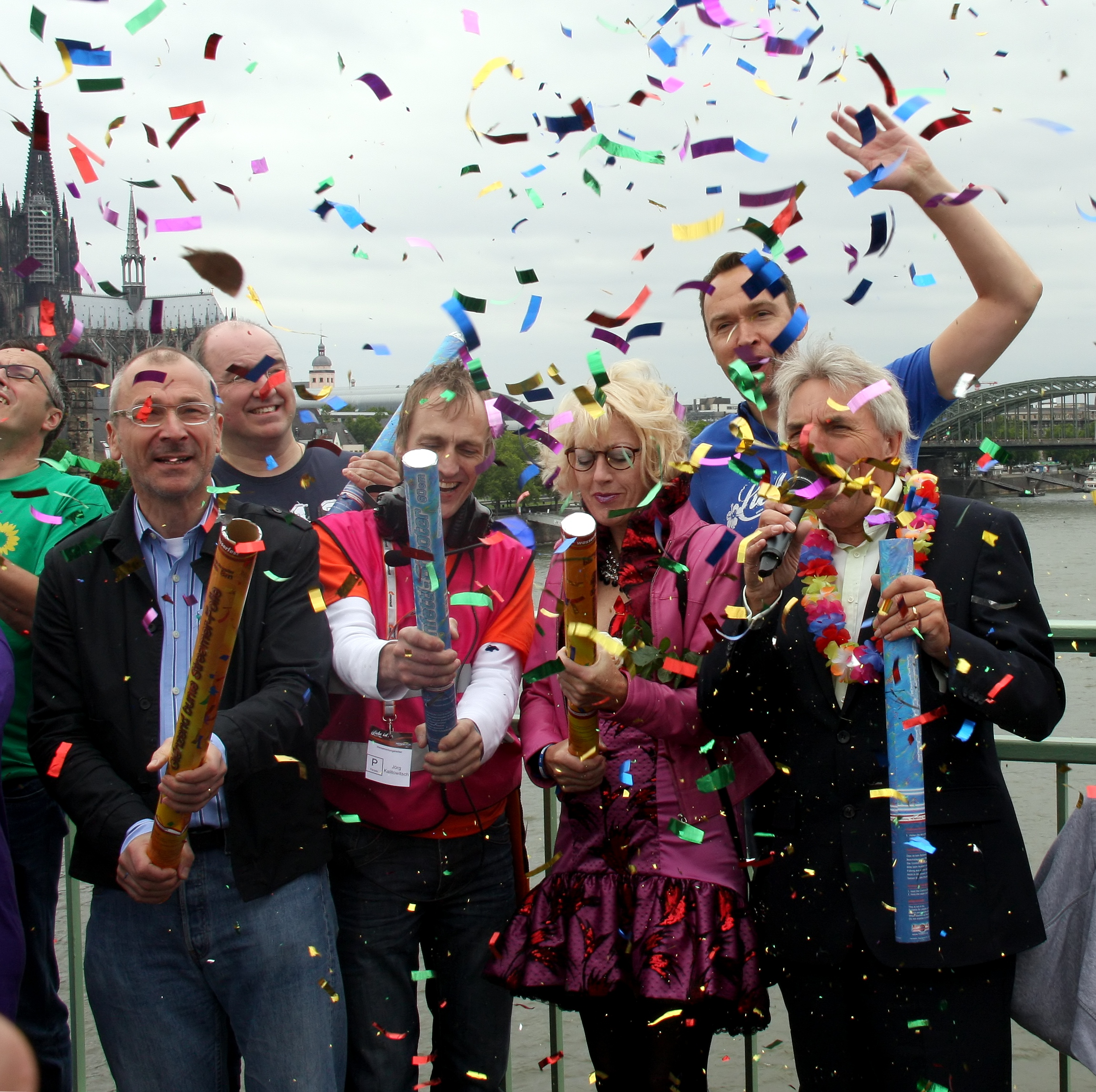
Aus einem Konfettiwerfer in die Luft geschleudertes Konfetti aus Folie

Konfetti fällt in der Papierindustrie als Abfallprodukt bei der Perforation von Endlospapier an, wird aber auch von einigen spezialisierten Betrieben als eigenständiges Produkt hergestellt. In der Schweiz steht die einzige Konfettifabrik in Näfels; sie stellt jährlich 200 Tonnen Konfetti her.
Für den Konfettiregen wird Spezial-Konfetti, sog. Slow-Fall-Confetti aus Seidenpapier oder Folie verwendet, das bis zu zehnmal länger in der Luft bleibt als herkömmliches Papierkonfetti. Manchmal wird ein Locher benutzt, um Konfetti auszustanzen und selbst herzustellen.

## Weitere Wortbedeutung
- Konfetti ist der Titel einer Mainzer Fastnachtsposse aus den 1930er Jahren. Eine Neufassung des Stücks wurde 1966 am Mainzer Stadttheater aufgeführt. Die Musik stammt von Franz Rohr (1913–2002); Mitwirkende in der Neuaufführung unter anderem Eckart Dux sowie Gaby Reichardt und Toni Mag (beide aus der Familie Hesselbach). Am 20. Februar 1966 wurde die Inszenierung bundesweit vom ZDF ausgestrahlt.
- Die New Yorker Konfettiparade (engl. ticker tape parade) hat ihren Namen von den Papierstreifen (englisch Ticker tape) von Fernschreibern und dem Konfetti, die tonnenweise aus den Hochhäusern entlang der Parade herabgeworfen werden.